# 横江 (新安江)
横江又名吉阳水、东港、白鹤溪，是新安江上游主要支流之一。源于黟县漳岭的白顶山东麓，上源称漳河。干流全长69.8公里，流域面积997平方公里。河道平顺，水流缓慢。在黄山市区屯溪与率水汇合为渐江。
- 横江上的登封桥
- 横江上的蓝渡桥